# NGC 7057
NGC 7057 је елиптична галаксија у сазвежђу Микроскоп која се налази на NGC листи објеката дубоког неба.
Деклинација објекта је - 42° 27' 37" а ректасцензија 21h 24m 58,5s. Привидна величина (магнитуда) објекта NGC 7057 износи 12,7 а фотографска магнитуда 13,7. NGC 7057 је још познат и под ознакама ESO 287-17, MCG -7-44-4, AM 2121-424, PGC 66708.